# Toluidische Successieoorlog
De Toluidische Successieoorlog was een burgeroorlog tussen Koeblai Khan en zijn jongere broer Ariq Boke. Het vond plaats in het Mongoolse Rijk tussen 1260 en 1264.

## Duiding
Tolui Khan was de jongste zoon van Dzjengis Khan, hij had vier zonen Möngke Khan (khan sinds 1251 en verbleef in de hoofdstad Karakorum), Koeblai Khan, (vocht in China), Hulagu (heerser van het Il-kanaat, vocht in het Midden-Oosten) en Ariq Boke.
Toen khan Möngke plots in 1259 stierf, beweerde Ariq Boke, dat zijn broer hem had aangeduid als zijn opvolger. De twee andere broers gingen daarmee niet akkoord omdat opvolgingen werden beslist door een khuriltai (stammenbijeenkomst). Hulagu op weg naar de hoofdstad moest plots rechtsomkeer maken na het verlies van zijn leger tijdens de Slag bij Ain Jalut. Koeblai stond er nu alleen voor.
Het plan van Koeblai was de toevoerlijnen naar de hoofdstad af te snijden, hijzelf kon rekenen op een enorme reserve, China. Ariq Boke kon op den duur enkel rekenen op Alghu, een kleinzoon van Chagatai Khan, een broer van Tolui. Hij beloofde hem het kanaat van Chagatai. Koeblai moest ook niet meer rekenen met Hulagu, omdat die verwikkeld was in een oorlog met hun neef Berke, khan van de Gouden Horde.
Ariq Boke op de hoogte van Koeblais plannen, verplaatste zich naar de vallei van de Jenisejrivier. De eerste rechtstreekse confrontatie in 1261 verloor Ariq Boke. De situatie van Ariq Boke zag er steeds slechter uit en toen Alghu overliep naar Koeblai, was zijn lot bezegeld. In 1264 gaf hij zich over en kwam er eind aan de burgeroorlog.

## Resultaat
Koeblai werd uitgeroepen tot groot-khan, maar er waren geen andere khans aanwezig, dat zal later voor problemen zorgen. Twee jaar later stierf Ariq Boke op mysterieuze wijze in gevangenschap. In 1269 begon Kaidu, een kleinzoon van Ögedei Khan, een andere broer van Tolui, een nieuwe burgeroorlog.